# Pic Inferior de la Paül
El Pic Inferior de Paúl o Pic Inferior de la Paúl és una muntanya de 3.073 m d'altitud, amb una prominència de 11 m, que es troba al massís de Pocets, província d'Osca (Aragó).